# Amphilina japonica
Amphilina japonica är en plattmaskart som beskrevs av Shoji Goto och S. Ishii 1936. Amphilina japonica ingår i släktet Amphilina och familjen Amphilinidae. Inga underarter finns listade i Catalogue of Life.